# XXIII Mostra de Cinema Llatinoamericà de Catalunya
La XXIII Mostra de Cinema Llatinoamericà de Catalunya va tenir lloc a Lleida entre el 30 de març i el 2 d'abril de 2017. Fou organitzada pel Centre Llatinoamericà de Lleida amb el suport del Patronat de Turisme de la Paeria de Lleida i la col·laboració de la Fundació "la Caixa", la Universitat de Lleida, l'Instituto de Cooperación Iberoamericana, el Ministeri d'Assumptes Socials d'Espanya, la Casa de América i la Casa Amèrica Catalunya. El cartell de l'edició fou fet per Mercè Serra i Valls i l'edició es va reestructurar i concentrar en quatre dies.
A la secció oficial hi participaren 25 pel·lícules: 9 llargmetratges (patrocinat per Movistar), 8 curtmetratges i 8 documentals. El premi d'honor de la Mostra fou atorgat a Emilio Gutiérrez Caba, mentre que el premi Jordi Dauder ho fou als directors Jordi Dauder i Francesc Betriu. El premi Ángel Fernández-Santos fou atorgat a Javier Tolentino, director del programa El séptimo vicio de Radio 3. També es retrà homenatge a Eliseo Subiela.

## Pel·lícules exhibides

### Llargmetratges de la secció oficial
- Nieve negra de Martín Hodara
- Viejo calavera de Kiro Russo
- Santa y Andrés de Carlos Lechuga /
- Mañana a esta hora de Lina Rodríguez
- La región salvaje d'Amat Escalante
- La mujer del animal de Víctor Gaviria
- El rey del Once de Daniel Burman
- Clever de Federico Borgia i Guillermo Madeiro
- Aquí no ha pasado nada d'Alejandro Fernández Almendras

### Documentals de la secció oficial
- El monstruo en la piedra d'Ignasi Duarte
- Las calles de María Aparicio
- El viento sabe que vuelvo a casa de José Luis Torres Leiva
- Los ofendidos de Marcela Zamora
- Paciente de Jorge Caballero
- Atentamente de Camila Rodríguez Triana
- Estados Clandestinos. Un capítulo rioplatense de la Operación Cóndor de Marc Iglesias i Paula Monteiro
- Las lindas de Melisa Liebenthal

### Curtmetratges de la secció oficial
- Timecode de Juanjo Giménez Peña
- Graffiti de Lluís Quilez
- El inicio de Fabrizio de Mariano Biasin
- Yo no soy de aquí de Maite Alberdi i Giedrė Žickytė
- Las cosas simples d'Álvaro Anguita
- Amazonas de Carlos Piñeiro
- Hombre eléctrico d'Álvaro Muñoz
- Un billete al nunca jamás de Jorge Naranjo

### Sessions especials
- Frágil equilibrio de Guillermo García López
- Me casé con un boludo de Juan Taratuto
- Lágrimas de Wayronco de Jorge Meyer

## Jurat
El jurat de la secció oficial va estar format per Jorge Meyer, Manuel Pérez Estremera (ex director de l'ICAA, de TVE i del Festival Internacional de Cinema de Sant Sebastià) i el fotògraf Hector Zampaglione.

## Premis
Els premis atorgats en aquesta edició foren:
| Categoria                                              | Premiat                          | Treball                             |
| ------------------------------------------------------ | -------------------------------- | ----------------------------------- |
| Premi Movistar al Millor llargmetratge                 | La mujer del animal              | Víctor Gaviria                      |
| Premi del Públic                                       | La mujer del animal              | Víctor Gaviria                      |
| Premi del Públic                                       | Clever                           | Federico Borgia i Guillermo Madeiro |
| Premi del Públic                                       | Nieve negra                      | Martín Hodara                       |
| Millor director (Premi Obra Social "la Caixa")         | Víctor Gaviria                   | La mujer del animal                 |
| Millor actor                                           | Alan Sabbagh                     | El rey del Once                     |
| Millor actriu                                          | Lola Amores                      | Santa y Andrés                      |
| Millor guió (Premi Casa Amèrica Catalunya)             | La mujer del animal              | Víctor Gaviria                      |
| Millor documental                                      |                                  |                                     |
| Premi Radio Exterior de España al millor llargmetratge | La mujer del animal              | Víctor Gaviria                      |
| Premi del Públic Documental                            | Los ofendidos                    | Marcela Zamora                      |
| Premi del Públic Documental                            | El monstruo en la piedra         | Ignasi Duarte                       |
| Premi del Públic Documental                            | El viento sabe que vuelvo a casa | José Luis Torres Leiva              |
| Menció al documental                                   | El monstruo en la piedra         | Ignasi Duarte                       |
| Millor curtmetratge                                    | El hombre eléctrico              | Álvaro Muñoz                        |
| Menció al curtmetratge                                 | Timecode                         | Juanjo Giménez Peña                 |
| Premi Ángel Fernández-Santos                           | Javier Tolentino                 |                                     |
| Premi d'Honor                                          | Emilio Gutiérrez Caba            |                                     |
| Premi Jordi Dauder                                     | Jordi Cadena Francesc Betriu     |                                     |